# 岡山県道277号中島西阿知停車場線
岡山県道277号中島西阿知停車場線（おかやまけんどう277ごう なかしまにしあちていしゃじょうせん）は、岡山県倉敷市を通る一般県道である。

## 概要
倉敷市中島とJR西日本山陽本線 西阿知駅を結ぶ。
大型車通行止め規制がかけられている岡山県道60号倉敷笠岡線の迂回路として有用な路線。ただし、船穂方面から本路線を走ってきた場合、中島交差点の通行方法には注意が必要（変則五差路のため）。

### 路線データ
- 起点：岡山県倉敷市中島（中島交差点、国道429号交点、岡山県道188号水島港線・岡山県道396号酒津中島線終点）
- 終点：岡山県倉敷市西阿知町（JR西日本山陽本線 西阿知駅前、岡山県道190号西阿知停車場線起点）
- 総延長：1.6 km[注釈 1][1]

## 路線状況

### 重複区間
- 岡山県道190号西阿知停車場線（倉敷市西阿知町）

## 地理

### 通過する自治体
- 倉敷市

### 交差する道路
| 交差する道路                                            | 交差する場所 | 交差する場所      |
| ------------------------------------------------------- | ------------ | ----------------- |
| 国道429号 岡山県道188号水島港線 岡山県道396号酒津中島線 | 中島         | 中島交差点 / 起点 |
| 岡山県道190号西阿知停車場線 重複区間起点                | 西阿知町     |                   |
| 岡山県道190号西阿知停車場線 重複区間終点                | 西阿知町     | 終点              |

### 交差する鉄道
- 山陽本線

### 沿線
- JR西日本山陽本線 西阿知駅